# قصعين أبيض الرأس
قصعين أبيض الرأس (الاسم العلمي:Salvia leucocephala) هو نوع من النباتات يتبع جنس القصعين من الفصيلة الشفوية.